# Bruno César
Bruno César Zanaki (* 3. November 1988 in Santa Bárbara d’Oeste) ist ein brasilianischer Fußballspieler, der derzeit beim CR Vasco da Gama unter Vertrag steht.

## Karriere

### Vereine
Bruno César begann das Fußballspielen beim União Barbarense. 2005 wechselte er zu Bahia, wo er mit seiner Mannschaft die Meisterschaft gewann. In dieser Zeit spielte er noch als Stürmer und erzielte 23 Tore. Durch seine Leistung fiel er dem FC São Paulo auf, wo er auch ab 2006 spielte. Dort wurde er bei den Junioren im U-19-Turnier Copa Sao Paulo Jr. eingesetzt. Ab 2007 spielte er ohne Erfolg im Jugendverein der SE Palmeiras, wo er nach einem Jahr zu Grêmio wechselte, dort blieb er weiterhin erfolglos. Im Frühjahr 2009 im Dienst von Ulbra erzielte er in drei Spielen zwei Tore und so machte er wieder auf sich aufmerksam. Dies brachte ihn direkt zum EC Noroeste. Seine konstant guten Leistungen führten ihn Ende 2009 zu EC Santo André. Dort gehörte er nach kurzer Zeit zu den wichtigsten Spielern im Team.
Nach einer großartigen Meisterschaft verhalf er seiner Mannschaft zum zweiten Platz, womit er die brasilianischen Spitzenclubs auf sich aufmerksam machte und im Mai 2010 einen Vertrag beim SC Corinthians unterschrieb. Ende 2010 wurde Bruno César ausgezeichnet als größte Entdeckung in Brasilien 2010 und als größte Entdeckung der Staatsmeisterschaft von São Paulo 2010.
Bruno César unterschrieb im Sommer 2011 einen Vertrag für sechs Jahre bei Benfica Lissabon. Dieser Transfer kostete den Verein rund fünf Millionen Euro Ablöse. In seinem ersten Ligaspiel für Benfica Lissabon gegen CD Feirense schoss Bruno César sein erstes Tor für Benfica. Im ersten Jahr kam er in fast allen Spielen zum Einsatz und erzielte insgesamt 16 Tore. Mit Benfica Lissabon gewann César in dieser Saison die Taça da Liga.
Für die folgende Saison wurde er vom Trainer Jorge Jesus nicht wie gewünscht berücksichtigt und wechselte deshalb zum saudischen Erstligisten Al-Ahli Dschidda. Der Mittelfeldspieler unterschrieb einen Vertrag bis Sommer 2016. Im Frühjahr 2014 kehrte er auf Leihbasis nach Brasilien zurück und spielt seit dem Zeitpunkt für den Profiverein der SE Palmeiras. Danach erhielt Palmeiras eine Kauf-Option von rund fünf Millionen Euro, die sie nicht berücksichtigten.
Zur Saison 2015/16 beendete César seinen bis Sommer 2016 laufenden Vertrag mit Al-Ahli Dschidda vorzeitig und wechselte zum GD Estoril Praia in Portugal. Bereits drei Monate nach Beginn der Saison, wurde er von Sporting Lissabon abgeworben. Er unterschrieb ein Vertrag mit Sporting Lissabon bis 2020 und eine Kündigungsklausel im Wert von 60 Millionen Euro, konnte sein erstes Spiel aber erst nach dem Wintertransfer bestreiten.
Zu Jahresbeginn 2019 ging César in seine Heimat zurück. Hier erhielt einen Kontrakt beim CR Vasco da Gama. Im Oktober 2020 wurde er nach Portugal an den FC Penafiel ausgeliehen. Ende Juli 2021 wechselte er dann ablösefrei fest zu Penafiel. Nach Beendigung der Saison 2022/23 war er ohne weitere Anstellung. Erst im April 2023 erhielt eine beim EC XV de Novembro (Piracicaba).

### Nationalmannschaft
Bruno César feierte sein Debüt für das Nationalteam beim 2:0-Sieg gegen die Gabunische Nationalmannschaft am 10. November 2011.

## Erfolge
Verein
- Portugiesischer Ligapokalsieger: 2012
- Saudi Crown-Prince-Cup: 2014
- Taça Guanabara: 2019 (mit Vasco)

Auszeichnungen
- Prêmio Craque do Brasileirão: Entdeckung des Jahres 2010